# Stazione di Vejle
La stazione di Vejle (in danese Vejle Station o anche Vejle Trafikcenter) è la stazione ferroviaria a servizio dell'omonima città danese. È gestita da Danske Statsbaner ed è un importante snodo per il trasporto pubblico nello Jutland, sia per i treni che per gli autobus.